# Station Krośniewice Polna
Station Krośniewice Polna is een spoorwegstation in de Poolse plaats Krośniewice.